# Abarenicola assimilis
Abarenicola assimilis är en ringmaskart. Abarenicola assimilis ingår i släktet Abarenicola och familjen Arenicolidae.

## Underarter
Arten delas in i följande underarter:
- A. a. devia
- A. a. brevior
- A. a. haswelli
- A. a. insularum